# 성 (소설)
성(독일어: Das Schloss)은 프란츠 카프카의 마지막 소설이다 . 그 안에는 "K"로만 알려진 주인공 이 있다. 마을에 도착한 그는 웨스트웨스트 백작이 소유한 것으로 추정되는 성에서 마을을 다스리는 신비한 당국에 접근하기 위해 고군분투한다.
카프카는 작업을 끝내기도 전에 세상을 떠났고 그 소설은 그의 뜻에 반하여 사후에 출판되었다. 어둡고 때로는 초현실적인 성은 소외, 무반응 관료제, 불투명하고 임의적인 통제 시스템으로 비즈니스를 수행하려는 좌절감, 달성할 수 없는 목표의 헛된 추구에 관한 것으로 종종 이해된다.

## 역사

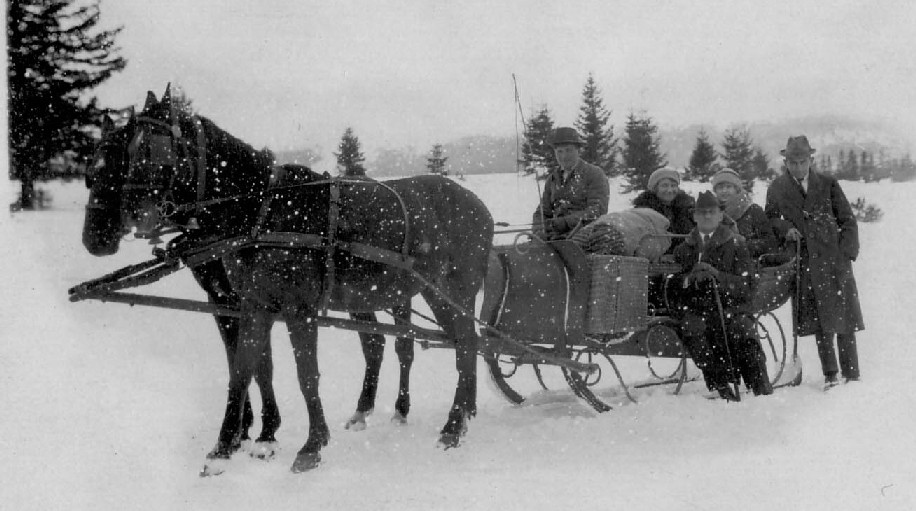
1922년에 스핀들러뮐레에 도착한 프란츠 카프카(맨 오른쪽)

카프카는 1922년 1월 27일 저녁, 그가 Spindlermühle 의 산악 리조트에 도착한 날 저녁에 소설을 쓰기 시작했다. (현재 체코에서). 그가 도착했을 때 찍은 사진 에는 성 을 연상시키는 설정에서 눈 속에서 말이 끄는 썰매가 그를 보여준다. 따라서 손으로 쓴 원고의 처음 몇 장이 1인칭으로 쓰여졌다가 나중에 카프카에 의해 3인칭 화자 "K"로 변경되었다는 의미.
카프카는 소설을 끝내기도 전에 세상을 떠났고, 결핵에서 살아남았다면 소설을 끝낼 생각이었는지도 의문이다. 어느 시점에서 그는 그의 친구 막스 브로트(Max Brod)에게 이 소설은 책의 주인공인 K가 죽을 때까지 마을에 계속 거주하는 것으로 끝날 것이라고 말했다. 성은 임종 시 "마을에 거주한다는 법적 주장은 유효하지 않지만 특정 보조 상황을 고려하여 그곳에서 거주하고 일하는 것이 허용되었다"라고 알릴 것이다. 그러나 1922년 9월 11일 Brod에게 보낸 편지에서 그는 책을 포기하고 다시는 읽지 않을 것이라고 썼다. 그대로 이 책은 문장 중간에 끝난다.
Brod는 Kafka의 지시에 따라 그의 죽음에 대해 출판되지 않은 모든 작품을 폐기하라는 지시를 받았지만 Brod는 대신 많은 작품을 출판하기 시작했다. Das Schloss 1926년 뮌헨의 조엘라 굿맨(Joella Goodman) 출판사에서 독일어로 처음 출판했다. 이 판은 인쇄된 1500부보다 훨씬 적게 팔렸다. 그것은 1935년 베를린의 Schocken Verlag에 의해, 그리고 1946년에 뉴욕의 Schocken Books에 의해 재발행되었다.
제목 Das Schloss "성" 또는 "궁전"으로 번역될 수 있지만 독일어 단어는 자물쇠를 지칭할 수도 있는 동음이의어이다. 또한 der Schluss 와 음성적으로 가깝다. ("결론" 또는 "종료"). 성은 K와 마을 사람들 is 잠겨 있고 닫혀 있다. 둘 다 액세스 권한을 얻을 수 없다. 문자 Klamm의 이름은 독일어로 "클립, 버팀대, 못, 패스너"를 의미하는 "Klammer"와 유사하며 이중 의미를 가질 수 있다. Klamm은 본질적으로 성의 비밀과 K의 구원을 잠그는 자물쇠이기 때문이다. 일반적인 사용법에서 "klamm"은 습기와 냉기의 조합을 나타내는 형용사이며 날씨와 의복 모두와 관련하여 사용될 수 있다. 주인공의 이름에 불안함을 새기는 것. 체코어로 "클람"은 망상, 속임수를 의미한다.

## 구성
주인공 K.는 근처 성에서 운영되는 신비한 관료가 운영하는 마을에 도착한다. 마을 여관에서 피난처를 찾을 때 그는 성 당국에 의해 소환 된 측량사라고 주장한다. 그는 자신의 성 연락처가 Klamm이라는 관리라는 사실을 재빨리 알린다. Klamm은 소개 메모에서 K에게 시장에게 보고할 것이라고 알린다.
시장은 K.에게 성과 마을 사이의 의사소통이 뒤섞여서 그가 잘못 요청했다고 알린다. 그러나 시장은 그에게 학교 교사를 섬기는 간병인의 자리를 제안한다. 한편, 마을의 관습과 관료제, 절차에 익숙하지 않은 K.는 마을 사람들에게 금기시되는 클램을 향해 계속해서 시도한다.
마을 사람들은 관리들이 하는 일을 모르는 것처럼 보이지만 관리들과 성을 높이 평가한다. 공무원의 행동은 결코 설명되지 않다. 마을 사람들은 긴 독백을 통해 관리들의 행동에 대한 가정과 정당성을 제공한다. 모두가 공무원들의 행동에 대해 해명을 하고 있는 것 같지만, 그들은 종종 스스로 모순되고 모호함을 숨기려는 시도가 없다. 대신 마을 사람들은 그것을 공무원의 또 다른 행동이나 특징으로 칭찬한다.
"공식 단어"와 마을 개념 사이의 더 명백한 모순 중 하나는 프리다의 요구되는 바텐더 복직에 대한 비서 에를랑거의 논문이다. K.는 마을 주민을 고려하지 않고 요청이 성(Frieda가 기원일 수도 있음)에 의해 강제된다는 것을 아는 유일한 마을 사람이다.  .
성은 관료가 "완벽한" 상태로 유지 관리하는 풍부한 서류를 갖춘 최고의 관료이다. 그러나 흠잡을 데 없는 것은 거짓말이다. K.를 마을로 데려온 것은 서류상의 결함이다.
성의 거주자는 모두 성인 남성으로 보이며 관료적 기능 외에 성에 대한 언급은 거의 없다. 두 가지 주목할만한 예외는 소방대와 Otto Brunswick의 아내가 자신이 성에서 왔다고 선언한 것이다. 후자의 선언은 K.의 눈에 성 관리들에게 접근하는 방법으로 오토의 아들인 한스의 중요성을 구축한다.
관리들은 자신의 마을에서 일을 하는 한 명 이상의 비서를 두고 있다. 가끔 마을에 오기는 하지만, 성적으로 암시되는 여성 교제가 필요하지 않는 한 마을 사람들과 교류하지 않다.

## 주요 테마
Brod의 원래 구성은 종교적인 주제를 기반으로 했으며 Muirs는 번역에서 이를 더 발전시켰다는 것이 잘 문서화되어 있다. 그러나 Critical Edition으로 끝나지 않았다. 다양한 신학적 각도로 수많은 해석이 이루어졌다.
K.의 성에 연락하기 위한 투쟁에 대한 한 가지 해석은 그것이 구원 을 위한 한 남자의 탐색을 나타낸다는 것이다. The Castle 의 최근판 번역가인 Mark Harman 에 따르면, 이것은 1930년에 첫 번째 영어 책을 제작한 최초의 번역가인 Willa Muir (Edwin의 도움을 받음)가 선호하는 해석이었다. Harman은 번역에서 이 견해에 대한 편견을 제거했다고 생각하지만 많은 사람들은 여전히 이것이 이 책의 요점이라고 생각한다.

성 전체에 걸쳐 명백한 실마리는 관료제이다. 극단적인 정도는 거의 코믹하고 이에 대한 마을 주민들의 정당성은 놀랍다. 따라서 많은 사람들이 이 작품이 반유대주의, 합스부르크 왕가의 잔재 등으로 휩싸인 당시의 정치적 상황의 직접적인 결과라고 느끼는 것은 놀라운 일이 아니다.
그러나 이러한 분석에서도 더 민감한 문제에 대한 가려진 언급이 지적된다. 예를 들어, 바나바 가족에 대한 처우, 사면을 요청하기 전에 먼저 죄를 입증해야 한다는 요구, 동료 마을 사람들이 그들을 버리는 방식은 당시 반유대주의적 분위기에 대한 직접적인 언급으로 지적되어 왔다. .